# Конгресс Колумбии

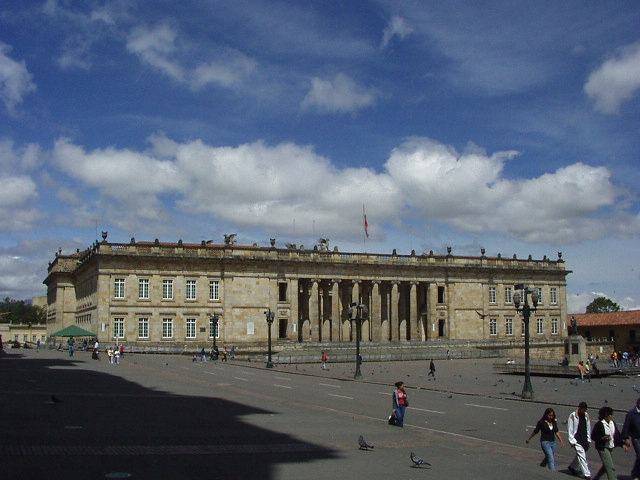
Здание Капитолия

Конгре́сс респу́блики Колу́мбия (исп. Congreso de la República de Colombia) — законодательный орган (парламент) Колумбии.

## Состав
Современный парламент состоит из двух палат:
- Верхняя палата — Сенат Колумбии (исп. Senado)
- Нижняя палата — Палата представителей Колумбии (исп. Cámara de Representantes)